# ماراش كومبولا
ماراش كومبولا (بالألبانية: Marash Kumbulla‏) (8 فبراير 2000 ببيسكيرا دل غاردا في إيطاليا - ) هو لاعب كرة قدم ألباني في مركز الدفاع ويلعب مع نادي روما الإيطالي.

## روابط خارجية
- ماراش كومبولا على موقع الاتحاد الدولي (مؤرشف)  (الإنجليزية)
- ماراش كومبولا على موقع الاتحاد الأوربي (الإنجليزية)
- ماراش كومبولا على موقع قاعدة بيانات كرة القدم.إي يو (الإنجليزية)
- ماراش كومبولا على موقع ليكيب (الفرنسية)
- ماراش كومبولا على موقع ناشيونال فوتبول تيمز (الإنجليزية)
- ماراش كومبولا على موقع Soccerbase.com (لاعب) (الإنجليزية)
- ماراش كومبولا على موقع Soccerway.com (الإنجليزية)
- ماراش كومبولا على موقع عالم كرة القدم.نت (الإنجليزية)